# Angara 5
Angara 5 představuje těžkou konfiguraci nosiče Angara, který je vyvinut moskevským Státním kosmickým vědeckovýrobním střediskem M. V. Chruničeva. Tyto nosiče mohou na nízkou oběžnou dráhu vynést až 24 500 kg. Spolu s nosičem Proton jde o těžké nosné rakety Ruska.

## Popis nosiče
Nosič Angara 5 (index 14A127) je modulární, což znamená, že jeho základem jsou univerzální raketové moduly, konkrétně v prvním a druhém stupni URM-1 a ve stupni třetím URM-2 nebo URM-2V.

### URM-1: první stupeň (boostery) a druhý stupeň
Na konfiguraci nosiče Angara A5 je dobře vidět modulární návrh jeho konstrukce. První a druhý stupeň Angary A5 se skládá z celkem pěti modulů URM-1. Okolo centrálního modulu URM-1, tedy druhého stupně, jsou připevněny další čtyři postranní urychlovací moduly URM-1 prvního stupně (boostery). Každý z těchto modulů je vybaven jedním motorem Energomaš RD-191 spalujícím kapalný kyslík a RP-1 (kerosen).

#### Modul URM-1
Modul URM-1 obsahuje (postupně shora): nádrž kapalného kyslíku, dále následuje mezinádržová struktura obsahující elektroniku pro řízení letu a telemetrii (předávání informací o stavu modulu na Zem), a dále nádrž na RP-1 (petrolej). Základna modulu je tvořena motorovou komorou obsahující zařízení pro změnu vektoru tahu motoru a pro řízení otáčení kolem podélné osy (stabilizátory, jen Angara 1.x).

#### Raketový motor RD-191
Jednokomorový motor RD-191 je odvozen od čtyřkomorového motoru RD-170, původně vyvinutého pro první stupeň supertěžkého nosiče Eněrgija. Čtyřkomorový RD-171 Zenitu a dvoukomorový RD-180 pohánějící Atlas V ULA jsou také odvozeny od motoru RD-170, podobně jako například RD-193 připravovaný jako náhrada motorů Sojuzu 2.1v NK-33 ze sedmdesátých let. Motor RD-191 je schopen snížit svůj výkon na 30 %, což umožňuje příslušnému centrálnímu modulu URM-1 šetřit palivo do doby, kdy budou odhozeny, mezitím již vyprázdněné, postranní urychlovací moduly.

### URM-2: třetí stupeň (kyslíko-kerosenový)
Třetí stupeň nosiče Angara A5, představuje modul URM-2, který používá jeden čtyřkomorový motor RD-0124A (návrh: KB chimavtomatiki), stejně jako výše uvedený modul URM-1, spaluje kapalný kyslík a kerosen.

#### Raketový motor RD-0124
Motor RD-0124A je blízký příbuzný motoru RD-0124, který v současné době pohání druhý stupeň Sojuzu 2.1b a Sojuzu 2.1v. V případě Angary A5 má stupeň URM-2 šířku 3,6 metru. Do budoucna je plánováno nahrazení RD-0124A lehčím a jednodušším motorem RD-0125A.

### URM-2V: třetí stupeň (kyslíko-vodíkový)
Od nově vyvinutého třetího stupně pro Angara-5V se očekávalo, že architektura a schopnosti budou podobné dříve navrhovaným kyslíko-vodíkovým stupňům, jako byl například druhý stupeň zrušeného nosiče Rus-M nebo stupeň UKVB, která byla již dříve navržena jako třetí stupeň pro raketové nosiče Proton-M2 a Angara-5. Podle neoficiálního odhadu provedeného veteránem z raketového průmyslu Vladimirem Voroncovem, nový vodíkový stupeň měl mít celkovou hmotnost kolem 48 tun a pohonný systém produkující tah 40 tun, se specifickým impulsem 462 sekund.
S potřebou dosáhnout obtížně dosažitelnou nosnost užitečného zatížení Angary-5V 37 tun, designéři, jejichž úkolem je konstrukce URM-2V, potřebují dosáhnout suché hmotnosti modulu URM-2V maximálně šest tun. Avšak, do konce dubna 2015, některé konzervativní odhady ukazovaly na suchou hmotnost až dvakrát vyšší.

## Horní stupně pro použití s Angarou 5
Pro vynášení nákladů na nízkou oběžnou dráhu nebudou nosiče Angara 5 používat horní stupně. Pro vyšší oběžné dráhy, jako jsou například dráha přechodová ke geostacionární a také dráha geostacionární, bude Angara 5 používat horní stupeň Briz-M nebo částečně kryogenní Blok DM-03, případně nový, plně kryogenní stupeň KVTK.

### Briz-M
Briz-M, již je v současnosti používán například v nosiči Proton-M. Je poháněn jedním motorem S5.98M spalujícím N2O4 a UDMH. Tato konfigurace Angary letěla v prosinci 2014.

### DM (kyslíko-kerosenový)
Tento horní stupeň je částečně kryogenní, spaluje kerosen a kapalný kyslík. V současné době je DM používán převážně s nosičem Proton, ale na počátku roku 2017 je plánován let s nosičem Angara 5, konkrétně v konfiguraci s vylepšeným Block DM-03.

### KVTK (kyslíko-vodíkový)
KVTK je nový, plně kryogenní horní stupeň. Tento stupeň spaluje kapalný vodík a kapalný kyslík. Pohánět ho bude motor RD-0146D, což umožní nosiči Angara 5 s horním stupněm KVTK zvýšit nosnost na dráhu přechodovou ke geostacionární o dvě tuny nákladu, oproti konfiguraci se stupněm Briz-M.

## Varianty Angary "5"

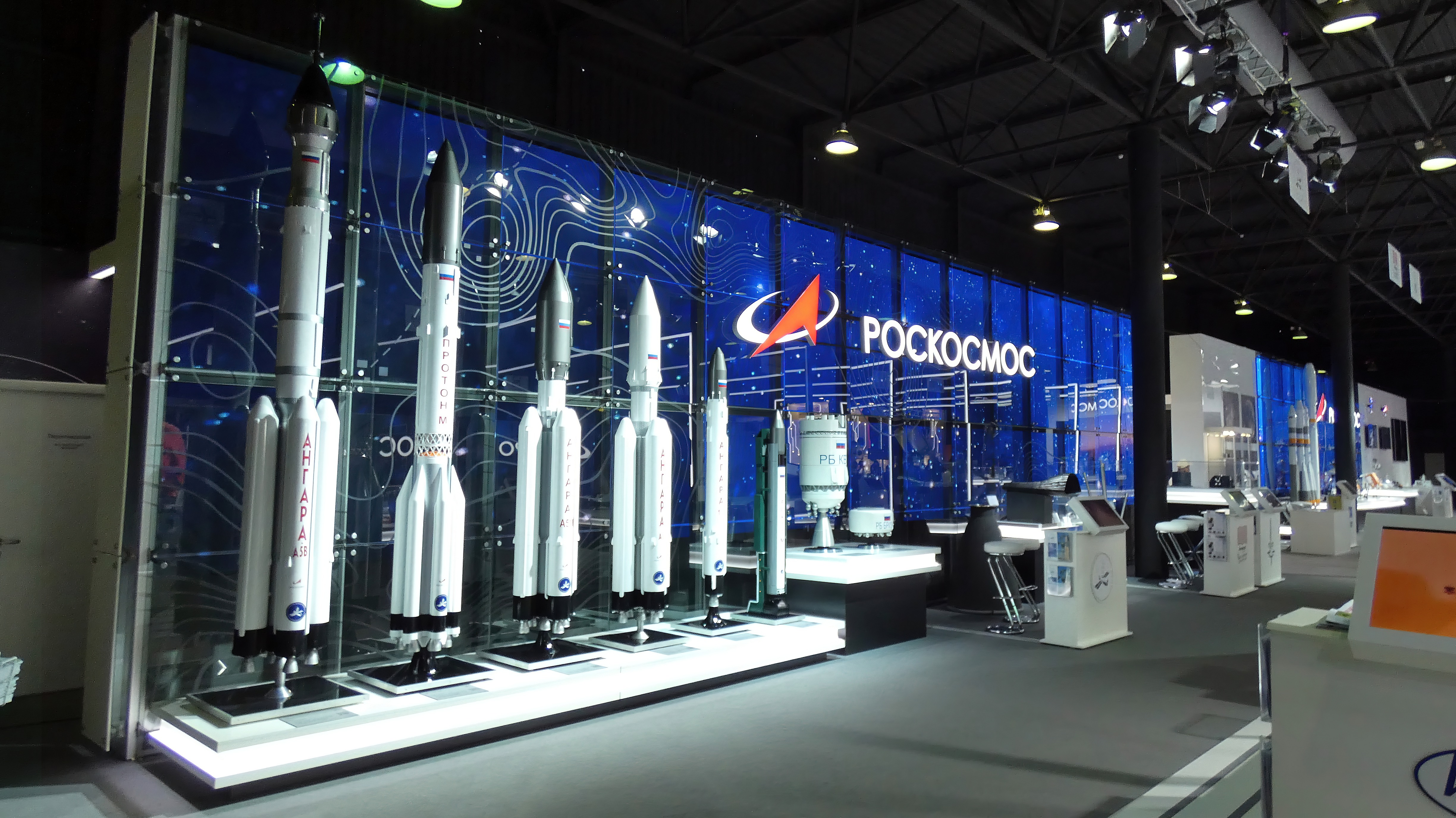
Zleva: Angara A5V, Proton M, Angara A5, Angara A3 a Angara A1.2

### Angara A5
Horní stupeň Angary A5 je buď modul Briz-M, Block DM-03 nebo KVTK. Angara A5 váží 773 tun při startu, a při startu z kosmodromu Pleseck může vynést na oběžnou dráhu 200 km x 60° (LEO) náklad 24,5 tun. Angara A5 také může vynést 5,4 tuny na GTO s horním stupněm Briz-M, nebo 7,5 tuny na stejnou oběžnou dráhu, s horním stupněm KVTK.
Angara A5 používá čtyři moduly URM-1 jako postranní urychlovací bloky. Ty po startu poskytují svůj plný výkon přibližně po dobu 214 sekund a následně se oddělí. Naproti tomu centrální modul URM-1, poskytuje plný výkon jen krátce po startu a poté ho kvůli úspoře paliva sníží na 30 %. Tento modul udržuje snížený výkon až do oddělení postranních urychlovacích bloků a pokračuje v činnosti ještě dalších 110 sekund.
Tato verze má za sebou úspěšný orbitální let s maketou družice na eliptickou dráhu (GTO).

### Angara A5V

#### Souvislosti
Na konci roku 2014, po příchodu ekonomické recese do Ruska, vyzval Kreml ke krácení ruského vesmírného rozpočtu, takže plánovaný vývoj supertěžké rakety se stal nedostupným. Na začátku roku 2015 nové vedení Roskosmosu přehodnotilo alternativy a omezilo své ambice postavit raketu na základě své zbrusu nové rakety Angara A5. Agentura však odložila na neurčito nejen projekt supertěžké rakety, ale také radikálnější vylepšení rakety Angara, které by vyžadovalo zvýšení průměru jejích standardních urychlovacích modulů URM-1 nebo sestavení výkonnější konfigurace jako je Angara 7 a její deriváty s užitečným zatížením do 50 tun.
Jako alternativu navrhl Roskosmos levnější uspořádání, které by si vystačilo s projektovanou verzí Angara A5V, kde "5" ukazuje na počet urychlovacích stupňů na prvním a urychlovacím stupni, tj. URM-1. "V" potom naznačuje použití "vodorod"-rusky vodík jako palivo. Zavedení vodíkového paliva pro druhý a třetí stupeň standardní Angary 5 slibuje zvýšení užitečného zatížení na 35 tun.
12. března 2015 Roskosmos oznámil, že jeho vědecká a technická rada, NTS, doporučila GKNPC Chruničeva ve spolupráci s RKK Energia, rozvíjet předběžné návrhy („avanprojekt“, аванпроект) pro rakety Angara A5V a jeho možné úpravy pro budoucí dopravu materiálu a osádku lodě, jakož i další užitečné zatížení pro mise do blízkosti Měsíce a expedice k jeho povrchu. Výsledný projekt by měl být předložen meziresortní komisi k posouzení, řekl Roskosmos.
Na rozdíl od supertěžké nosné rakety, jejíž použití by do značné míry bylo omezeno na ambiciózní lidskou posádku vesmírného programu, kosmická loď 35-tunové třídy (Angara A5V) by mohla být používána pro nejrůznější náklady, dopravovat obchodní, vojenská a vědecká zařízení, a tím rozložit náklady na jejich vývoj do celé řady programů.

#### Pravděpodobné parametry
První zprávy přinášející informace o možné podobě této těžké konfigurace rakety Angara hovoří o variantě Angary A5V se zcela novým třetím stupněm (URM-2V) a použití silnějších motorů v modulech stupně prvního a druhého (URM-1). Celková nosnost by se měla pohybovat okolo 35 tun na LEO a 10 tun na dráhu k Měsíci.
Konkrétně mají moduly prvního a druhého stupně (URM-1) dostat namísto původního motoru RD-191 odvozený motor RD-195 s tahem u hladiny moře přibližně o 15% vyšším (~230 tun).
Jako třetí stupeň této konfigurace rakety Angara má být převzat druhý stupeň z ukončeného nosiče Rus-M.

### Angara A5P

#### Souvislosti
Když byla v devadesátých letech rodina raket Angara navrhována, byla zamýšlena čistě jako nosič nepilotovaných družic a satelitů, jejichž vynášení bylo spojeno s nosičem Proton. Přesto, když byl projekt nosiče později definitivně spuštěn, byla jeho působnost rozšířena i na případné mise s lidskou posádkou.
Po prvních myšlenkách na zahájení vývoje 12-13tunové třímístné pilotované kosmické lodi na základě nosiče Angara 3 (alternativně známé jako A3M, 3P a 3.2) se inženýři zaměřili na výkonnější verzi, založené na základě nosiče Angara 5 (známé též jako A5M, 5P a 5.2), v létě 2007.
Současně měl být snížen provozní tlak a tah rakety s motory RD-191 na méně náročné hodnoty, s cílem zvýšit bezpečnost pro posádku. Tak by nyní na nízkou oběžnou dráhu mohla být vynesena kosmická loď s odhadovanou hmotností kolem 20,8 tun a posádkou redukovanou ze šesti na čtyři osoby.
V roce 2008, GKNPTs Khrunichev, moskevský zakladatel rodiny nosičů Angara, představil předvýrobní model založený na dvoustupňové, 712-tunové Angaře A5P, kde "P" znamená pilotovaná, s posádkou. Toto firma uvedla poněkud překvapivě, protože v té době by muselo jít o lety ze severně položeného Plesecka, odkud nebylo zvykem vypouštět lety s posádkou.
Role Angary jako pilotované kosmické lodi, se nakonec stala oficiální poté, co v roce 2011 nepřátelé financování konkurenčního nosiče Rus-M zastavili jeho vývoj. Od té doby ruská vláda již zahájila výstavbu nového kosmodromu na ruském Dálném východ a vypuštění nosiče Angara 5 bylo slíbeno jako odrazový můstek.
V rámci výběrového řízení Roskosmosu, vyhlášeného v červenci 2012 pod kódovým jménem Amur (po sibiřském veletoku) bude nosič Angara 5 upraven tak, aby mohl létat z Vostočného, nesouc na nízkou oběžnou dráhu Země 20-tunovou kosmickou loď PTK NP nové generace. První fáze ve vývoji Amur projektu poběží až do konce května 2013, řekl Roskosmos.
Vzhledem k tomu, že ne všechny průzkumné mise do hlubokého vesmíru se budou realizovat do roku 2030, Angara A5P by se mohla stát hlavním nosičem ruské pilotované kosmické lodi během většiny z 2020. let. Přesto GKNPC Chruničeva navrhla scénáře pro meziplanetární vesmírné mise, kde by tyto pilotované kosmické lodě byly vynášeny (těžkými) nosiči Angara A5P na nízké dráhy, kde by se spojily s velkými vesmírnými (meziplanetárními) tahači vynesenými supertěžkými nosiči.

#### Změny konstrukce oproti klasické, třístupňové verzi
Dosud konstrukce nosiče Angara A5P prošla řadou inkarnací, o čemž svědčí zmenšené modely objevující se na různých výstavách. Do roku 2011 raketa "ztratila" svůj třetí stupeň (modul URM-2).
Zdá se, že ve snaze o „man-rated“ (potenciálně spolehlivější) dvoustupňovou Angaru, GKNPC Chruničeva považoval za vhodné snížení tahu motorů RD-191 na 185 tun. Jako výsledek, pro vypuštění 18tunového nákladu, je třeba jen pět motorů po jediné spalovací komoře. Pro srovnání, raketa Sojuz potřebuje k vypuštění sedmitunové kosmické lodi pět čtyřkomorových motorů s celkem dvacítkou spalovacích komor.
Nosič Angara A5P by mohl mít, při poruše jednoho z pěti motorů během startu, schopnost zvednout komplex a odletět s ním do bezpečné vzdálenosti od jeho vypouštěcího zařízení.
Po vypuštění touto Angarou by kosmická loď (na orbitální dráze) patrně provedla vlastními motory další manévry.
Nejnovější konfigurace Angara A5P byla odhalena na letecké přehlídce v Moskvě, MAKS-2013, bohužel však bez jakýchkoliv oficiálních specifikací. Zřejmé změny v konstrukci rakety se zdály omezeny na části užitečného zatížení. Ochranná kapotáž se stala širší, plně pokrývá osazenou raketu s přepracovanými únikovými motory. Nicméně stav projektu a profil letu navrhovaného nosiče od druhé poloviny roku 2013 zůstává tajemstvím.

#### Plán vývoje
V květnu 2014, generální ředitel výzkumného ústavu TsNIIMash Alexandr Milkovskij, řekl, že nový plán vývoje pro PTK NP kosmické lodi odložil začátek letových zkoušek z roku 2018 na roku 2021. Nicméně, podle Milkovského, testování začne s lunární verzí kosmické lodi, spíše než jeho Zemi obíhající varianta. Ve stejné době Milkovský uvedl, že letové zkoušky by mohly být provedeny s pomocí nového těžkého nosiče, který by nahradil Proton, samozřejmě s odkazem na Angara A5P.

## Přehled nosností na různé orbitální dráhy
| -                         | Angara A5       | Angara A5V |
| ------------------------- | --------------- | ---------- |
| Vzletová hmotnost         | 759 – 773 tun   | ~790 tun   |
| LEO*1                     | 24,5 – 25,8 tun | 35 tun     |
| MEO*2                     | -               | -          |
| GTO*3 z Plesecka (Briz-M) | 5,4 tuny        | -          |
| GTO z Vostočného (Briz-M) | -               | -          |
| GTO z Plesecka (KVTK)     | 7,5 tuny        | -          |
| GTO z Vostočného (KVTK)   | 8,5 tun         | -          |
| GEO*4 z Plesecka (Briz-M) | 2,8 tuny        | -          |
| GEO z Vostočného (Briz-M) | -               | -          |
| GEO z Plesecka (KVTK)     | 4,5 tuny        | -          |
| GEO z Vostočného (KVTK)   | 5,0 tun         | -          |
| Úniková dráha*5           | -               | ~15 tun    |
| LLO*6                     | -               | ~10 tun    |

*1Kruhová dráha, výška dráhy 200 km nad Zemí, sklon dráhy 63,1 stupně k rovníku
*2Kruhová dráha, výška dráhy 1500 km nad Zemí
*3Eliptická dráha, nejnižší bod dráhy ve výšce 500 km, sklon dráhy 25 stupňů
*4Kruhová dráha ve výšce přibližně 35 800 km, nad rovníkem (sklon dráhy 0 stupňů)
*5Úniková dráha (druhá kosmická rychlost)
*6Oběžná dráha kolem Měsíce

## Kosmodromy
Angara je primárně vypouštěna z kosmodromu Pleseck na severu evropské části Ruska. Později bude využíván také kosmodrom Vostočnyj, který je ve výstavbě na jihovýchodě Ruska. Kosmodrom Vostočnyj umožní vypouštět nosiče s větším užitečným zatížením než z Plesecka. Šéf Roskosmosu Dmitrij Rogozin uvedl, že první spuštění Angary A5 z Vostočného je plánováno na rok 2023, tato mise má být zároveň premiérou pro novou kosmickou loď Orjol (dříve Federacija).
Angara 5 po dvou odkladech poprvé odstartovala 11. dubna 2024 z kosmodromu Vostočnyj.

## Galerie

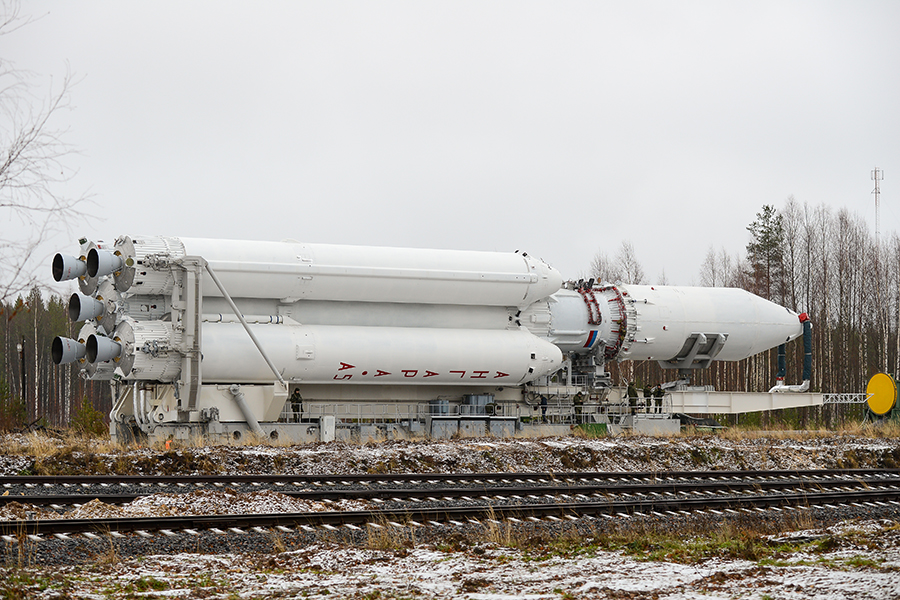
Převoz Angary A5 na startovní rampu kosmodromu Pleseck
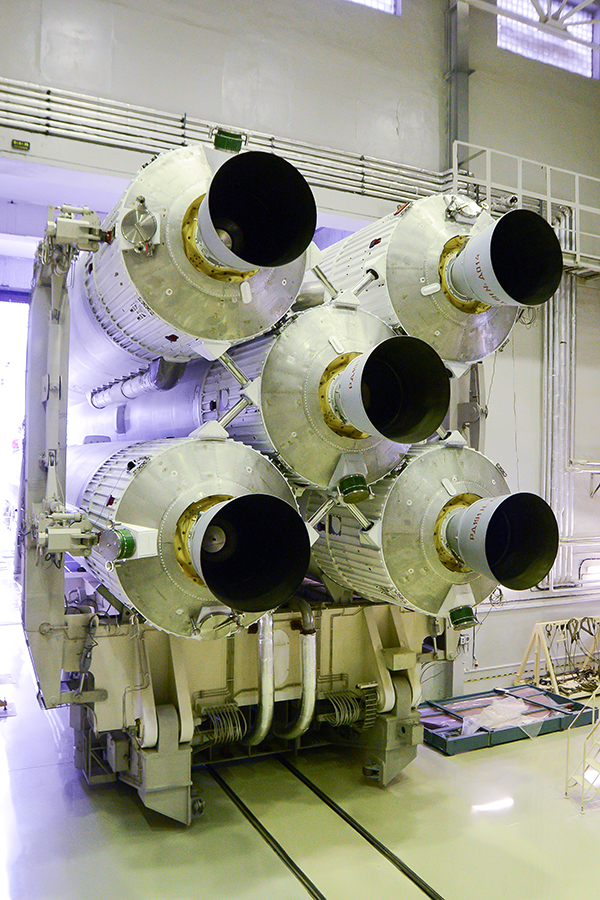
Pohled na motory RD-191
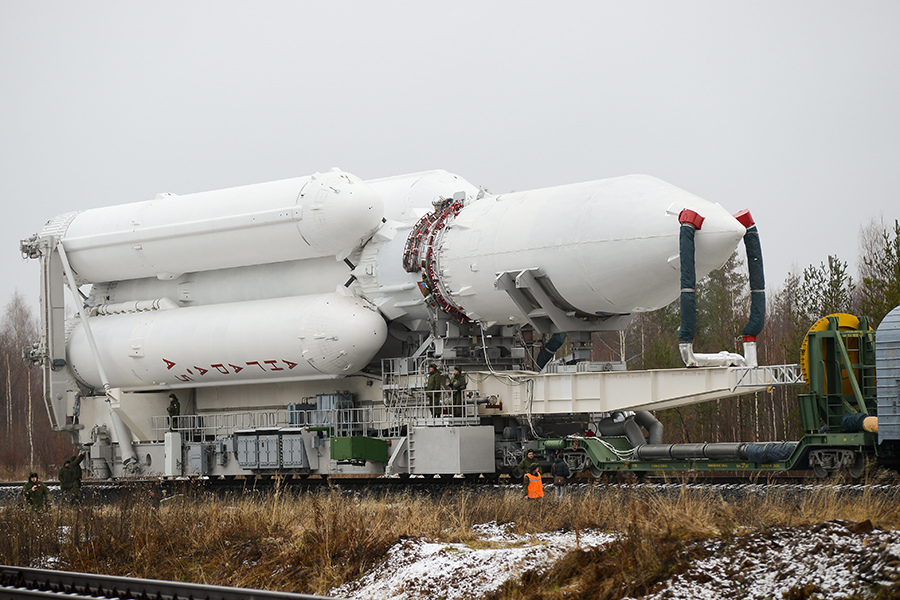
Angara A5
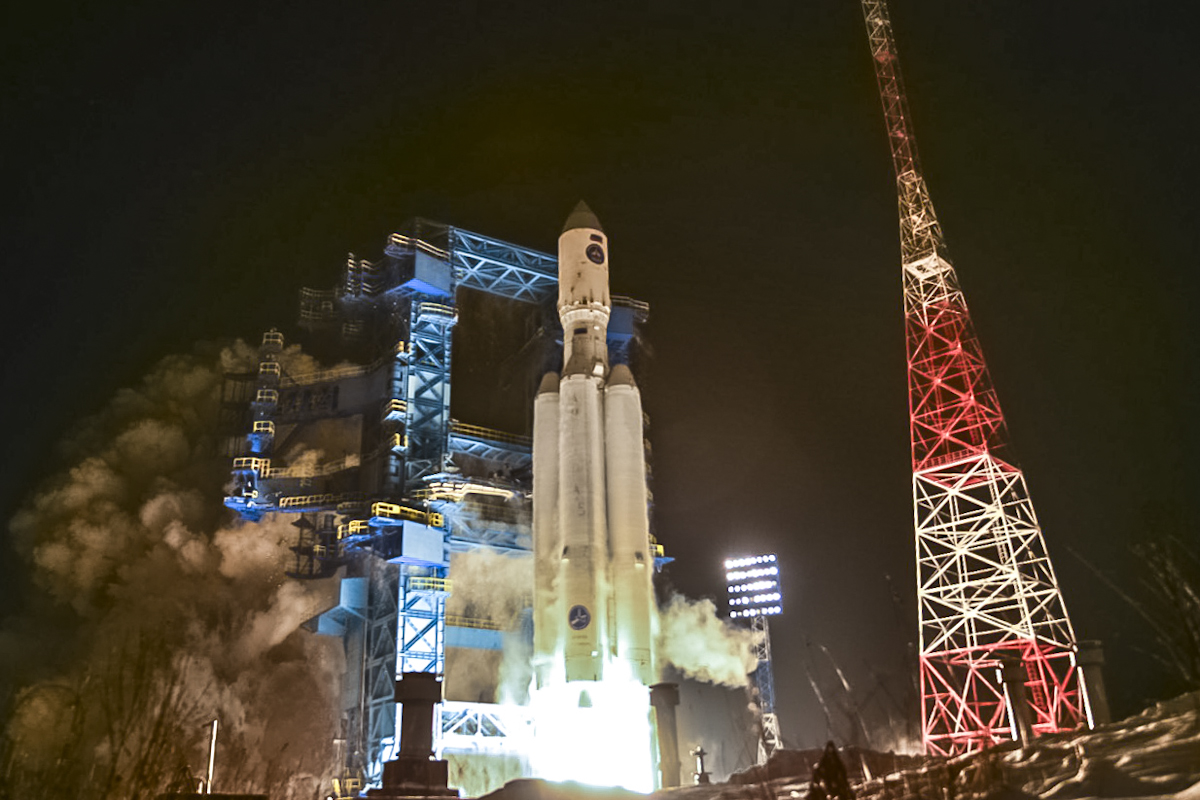
Druhý start Angary A5